# Хосёрю Томокацу
Хосёрю Томока́цу (яп. 豊昇龍智勝 хо:сё:рю: томокацу), настоящее имя — Сугаррагчаагийн Бямбасурэн, (монг. Сугаррагчаагийн Бямбасүрэн, род. 22 мая 1999 года, Улан-Батор, Монголия) — профессиональный монгольский сумоист, 74-й ёкодзуна в истории. Относится к школе Тацунами. Обладатель двух Кубков императора (июль 2023, январь 2025). Хосёрю — племянник 68-го ёкодзуны в истории — Асасёрю.

## Юность
Бямбасурэн — второй сын брата бывшего ёкодзуны Асасёрю. Начал заниматься борьбой в 11 лет. После окончания 9 класса переехал в Японию и поступил в среднюю школу Nippon Sport Science University Kashiwa High School. Там во время школьной поездки посетил Рёгоку Кокугикан и заинтересовался сумо. Посоветовавшись с дядей, он решил заняться сумо и вскоре показал хорошие результаты в любительских турнирах. После окончания средней школы присоединился к школе сумо (хэя) Тацунами.

## Карьера

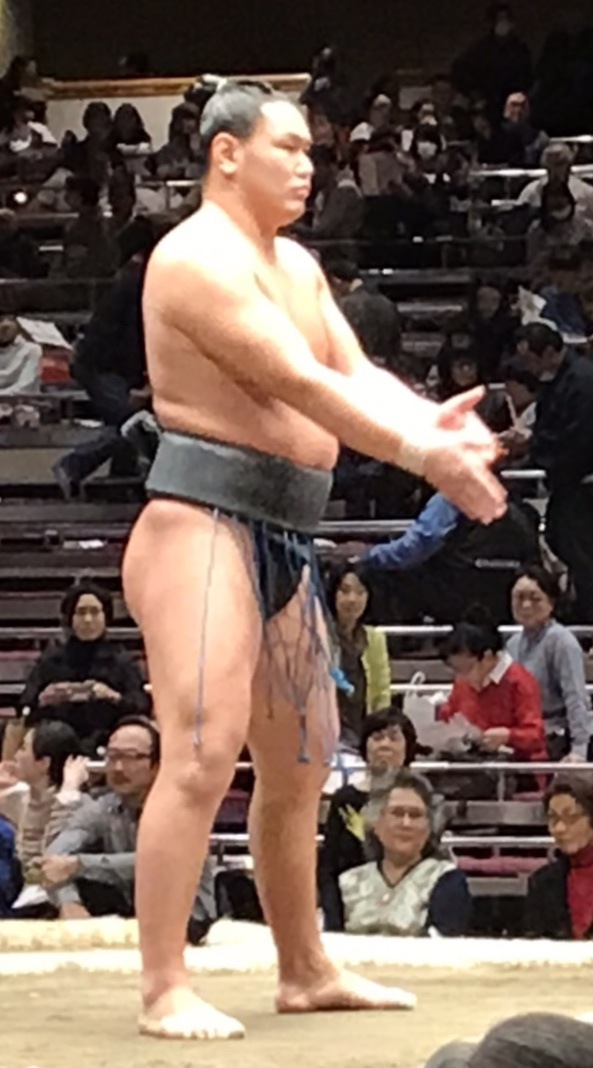
Хосёрю в январе 2019 года

Хосёрю впервые вышел на профессиональный турнир в марте 2018 года. Во втором турнире выиграл чемпионат дзёнидан со счетом 7-0 и уже регулярно использовал броски и подсечки, чтобы побеждать своих противников. У него был только один макэ-коси в низших рангах — счёт 3-4 в ранге макусита—2, когда он был на пороге повышения до оплачиваемой должности дзюрё в июле 2019 года. Он быстро пришел в норму на следующем турнире в сентябре, и выиграв турнир со счетом 4-3 (кати-коси), заработал повышение на ноябрьском турнире в Фукуоке. Его дебют в дзюрё окончился макэ-коси после проигрыша своему соотечественнику Сакигакэ в последний день.
Несмотря на эту неудачу, он добился счёта 8-7 в двух следующих турнирах. На турнире в июле 2020 года (проходившем в Токио вместо Нагои из-за опасений по поводу пандемии COVID-19) он принял участие в редком плей-офф из шести человек, где победил Кёкутайсэя. Кульминацией стал плей-офф между тремя сумоистами из школы Тацунами: его самого, Акуа и Мэйсэя. Поединки между борцами из одной школы разрешены только в случае плей-офф, когда два или более борца имеют одинаковый результат, поэтому бывают редко. Он потерпел поражение от Мэйсэя, который стал чемпионом. Тем не менее, его результатов было достаточно, чтобы вывести его в высший дивизион макуути на сентябрьском турнире 2020 года. Он 50-й иностранец, вышедший в высший дивизион, и 27-й монгол.
В июльском турнире 2021 года Хосёрю выиграл десять боев и получил приз за техническое совершенство (это был его лучший результат на тот момент). Это привело к тому, что он был повышен до ранга маэгасира 1 в сентябре. Ему пришлось отказаться от участия в поединках на 5-й день турнира из-за травмы, и он одержал на тот момент лишь одну победу. Однако на восьмой день турнира он вернулся и выиграл четыре из оставшихся восьми матчей. На январском турнире 2022 года он добился результата 11-4.
Затем он впервые достиг санъяку (категории высших рангов в сумо), получив ранг комусуби на турнире в марте 2022 года. Затем сумоист добился побед в трех турнирах подряд в ранге комусуби и получил повышение до сэкивакэ на турнире в сентябре 2022 года.

### Одзэки
На трех последовательных турнирах 2023 года (март, май и июль) добился 33 побед, выиграв Кубок императора на июльском турнире Нагоя басё. После этого 26 июля 2023 года Совет директоров Японской ассоциации сумо присвоил Хосёрю ранг одзэки.

### Цунатори
К последнему дню турнира в ноябре 2024 года Хосёрю имел одинаковую статистику (13-1) с другим одзэки — Котодзакурой. В заключительном поединке Хосёрю уступил Котодзакуре, заняв второе место, однако Ёкосин (совещательный комитет при Японской ассоциации сумо по делам, имеющим отношение к ёкодзунам) объявил, что на турнире в январе 2025 года Хосёрю, как и Котодзакура, будет выступать в неофициальном статусе цунатори — кандидата на повышение до высшего ранга в иерархии сумо.
26 января 2025 года Хосёрю выиграл свой второй Кубок императора, победив в дополнительном финале Охо и Кимбодзана. Помимо Императорского кубка Хосёрю также получил специальную награду — Кубок премьер-министра, став первым человеком с 2019 года, удостоенным этого трофея. Награду сумоист получил из рук Сигэру Исибы, премьер-министра Японии. Хосёрю посвятил победу на турнире своему тренеру по сумо в старшей школе, Томохиро Осаве, благодаря которому Хосёрю оказался в Японии. Осава скончался в сентябре 2024 года.
После окончания турнира Судейская коллегия Японской ассоциации сумо (по правилам, именно судьи начинают процедуру повышения борца в ранге) большинством голосов проголосовала за повышению Хосёрю в ранг ёкодзуны, для чего запросила внеочередное заседание Совета директоров Японской ассоциации сумо. Решение судей не было единогласным — часть симпанов указала на слишком большое для потенциального ёкодзуны количество поражений от рядовых борцов ранга маэгасира. К тому же, сам Хосёрю в своей карьере ни разу не побеждал ёкодзун. Тем не менее, председатель Судейской коллегии, Такадагава-ояката (бывший Акиносима), выразил уверенность, что продвижение Хосёрю состоится.
27 января 2025 года Ёкосин единогласно одобрил повышение Хосёрю.

### Ёкодзуна
29 января 2025 года Совет директоров Японской ассоциации сумо официально присвоил Хосёрю ранг ёкодзуна. Борец стал восьмым иностранцем и шестым монголом, которому было присвоено высшее иерархическое звание. Хосёрю стал шестым среди всех ёкодзун по скорости достижения ранга со времен появления современной системы с шестью турнирами в год в 1958 году (за 42 турнира). Хосёрю был назначен ёкодзуной в тот же день, что этого ранга был удостоен его дядя Асасёрю — первый монгольский ёкодзуна.
18 марта 2025 года снялся с турнира Хару басё, перед этим потерпев 4 поражения (в том числе три от рядовых борцов ранга маэгасира). В медицинском заключении, представленном в Японскую Ассоциацию сумо, в качестве причины снятия с турнира указано возникновение хондромного тела (хрящевого образования) в правом локтевом суставе и растяжение связочного аппарата шейного отдела позвоночника.
В мае 2025 года показал статистику 12-3, разделив с комусуби Вакатакакагэ второе место на турнире. При этом стал единственным, кому удалось победить одзэки Оносато, выигравшего турнир.
Июльский турнир 2025 года стал вторым с момента повышения Хосёрю до высшего ранга, который борец не довел до конца, снявшись из-за травмы на пятый день турнира.

## Стиль борьбы
Его предпочтительный захват — миги-ёцу, за маваси (пояс) противника: левая рука снаружи, правая рука внутри. Он любит использовать ситатэнагэ (сваливание или бросок вперёд-вниз с захватом маваси из-под руки) и ёрикири (выталкивание). Он также часто использует сотогакэ, зацеп голенью разноимённой ноги снаружи, которая считается его фирменным приёмом.

## Результаты выступлений
| Год в сумо | Январь Хацу басё, Токио   | Март Хару басё, Осака    | Май Нацу басё, Токио     | Июль Нагоя басё, Нагоя     | Сентябрь Аки басё, Токио   | Ноябрь Кюсю басё, Фукуока |
| --- | ------------------------- | ------------------------ | ------------------------ | -------------------------- | -------------------------- | ------------------------- |
| 2018 | (Маэдзумо)                | Дзёнокути #19 запада 6–1 | Дзёнидан #42 запада 7–0  | Сандаммэ #42 востока 6–1   | Макусита #56 востока 4–3   | Макусита #49 востока 6–1  |
| 2019 | Макусита #21 запада 5–2   | Макусита #7 запада 4–3   | Макусита #4 запада 4–3   | Макусита #2 запада 3–4     | Макусита #5 востока 4–3    | Дзюрё #13 запада 7–8      |
| 2020 | Дзюрё #14 востока 8–7     | Дзюрё #9 запада 8–7      | Отмена басё 0–0–15       | Дзюрё #6 востока 10–5–PP   | Маэгасира #16 запада 8–7   | Маэгасира #13 востока 7–8 |
| 2021 | Маэгасира #14 востока 9–6 | Маэгасира #9 запада 8–7  | Маэгасира #5 востока 7–8 | Маэгасира #5 запада 10–5 Т | Маэгасира #1 востока 5–8–2 | Маэгасира #5 запада 7–8   |
| 2022 | Маэгасира #6 востока 11–4 | Комусуби запада 8–7      | Комусуби востока 8–7     | Комусуби востока 9–6       | Сэкивакэ запада 8–7        | Сэкивакэ запада 11–4 Т    |
| 2023 | Сэкивакэ запада 8–7       | Сэкивакэ запада 10–5     | Сэкивакэ запада 11–4     | Сэкивакэ востока 12–3–P Д  | Одзэки запада 8–7          | Одзэки запада 10–5        |
| 2024 | Одзэки запада 10–4–1      | Одзэки запада 11–4       | Одзэки востока 10–5      | Одзэки запада 9–4–2        | Одзэки запада 8–7          | Одзэки запада 13–2        |
| 2025 | Одзэки #1 запада 12–3–PP  | Ёкодзуна востока 5–5–5   | Ёкодзуна востока 12–3    | Ёкодзуна востока 1–4–10    | Ещё не состоялся           | Ещё не состоялся          |
| Результат приведен как победил-проиграл-снялся Юсё (победа) Дзюнъюсё (второе место) Интай (отставка) Не выступал в макуути Специальные призы: Д=За боевой дух (Канто-сё); В=За выдающееся выступление (Сюкун-сё); Т=За техническое совершество (Гино-сё) Ещё показаны: ★=Кимбоси; P=Участие в дополнительном финале Лиги: Макуути — Дзюрё — Макусита — Сандаммэ — Дзёнидан — Дзёнокути Ранги макуути: Ёкодзуна — Одзэки — Сэкивакэ — Комусуби — Маэгасира |                           |                          |                          |                            |                            |                           |